# Salvador T. Roig
Salvador T. Roig (9 de noviembre de 1907 - 6 de julio de 1984), militar puertorriqueño, fue Superintendente del Departamento de Policía de Puerto Rico bajo el Gobierno de Luis Muñoz Marín, y General Adjunto de la Guardia Nacional bajo el Gobierno de Roberto Sánchez Vilella.

## Biografía
Nacido en Yauco, Puerto Rico, era hijo de Juan Roig y Angela Marrietti. Casado con Aida Mejia Mattei, tuvo tres hijos. Roig murió el 6 de julio de 1984, en el Hospital de Veteranos de Río Piedras, Puerto Rico.

## Educación y carrera militar
Graduado en Ciencias agrícolas por la Universidad de Agricultura y Artes Mecánicas (CAAM) de Mayagüez, Su formación continua en el campo de militar y la policía le entrenó para conseguir las consecuciones más altas en su vida profesional. Gradúe de la Academia nacional de la Búsqueda Federal negociada en Washington D. C.. Servido con el 65.º Regimiento de Infantería en la Guerra coreana En 1946 sea honorably liberado de ejército deber activo y fue en al U.S. Reserva de ejército hasta que 1952.
Se dedicó al servicio público y fue nombrado Jefe de policía de Puerto Rico en 1963. Posteriormente fue nombrado General Adjunto de la Guardia Nacional de Puerto Rico. Entre sus cargos destacan: Jefe de Policía de Puerto Rico, Jefe y Ayudante Militar de Protocolo de La Fortaleza (La Fortaleza) bajo el Gobierno de Jesús T. Piñero. También se destacó en el deporte del tiro al blanco en las modalidades de pistola, rifle y escopeta. Por esta disciplina deportiva, en 1964, fue exaltado al Salón de la Fama del Deporte en Puerto Rico. En el año de 1954, representando a Puerto Rico con el equipo de la Policía Insular de Puerto Rico en competencias en el Estado de Míchigan, fue reconocido como «Campeón de Campeones del Mundo en Tiro»; esto en la modalidad de escopeta calibre 12.

## Superintendente de Policía de Puerto Rico
Roig fue nombrado Superintendente del Departamento de Policía de Puerto Rico bajo el Gobierno de Luis Muñoz Marín, y General Adjunto de la Guardia Nacional bajo el Gobierno de Roberto Sánchez Vilella.

## Condecoraciones y premios militares
Las condecoraciones de Roig son las siguientes:
- Legión del Mérito
- Medalla al Servicio de la Defensa Nacional
- Medalla de Servicio coreano con un dispositivo de estrella de la plata
- Medalla de Servicio de las Naciones Unidas
- Galón de servicio en el ejército
- Galón del Ejército por Servicio en el extranjero
- Citación de Unidad presidencial
- Mención de Unidad Meritoria
- Citación de Unidad Presidencial de la República de Corea

Decoración extranjera
- La Medalla de Oro griega por Valentía

Placas:
- Placa de Infante de Combate